# Tschuja (Katun)
Die Tschuja (russisch Чуя) ist ein 320 km langer rechter Nebenfluss des Katun, dem stärksten Quellfluss des westsibirischen Stromes Ob. 

## Flusslauf
Die Tschuja entspringt nahe der Grenze zur Mongolei im Osten des russischen Altai nördlich des Grenzpasses Durbet Daba (2482 m). Die obersten Quellbäche der Tschuja kommen hauptsächlich aus östlicher und nördlicher Richtung. Nach etwa 20 km passiert der junge Fluss die Grenzstation Taschanta, die etwas unterhalb des Passes an der Fernstraße M52 liegt. Die nächsten etwa 50 km fließt er am Rande einer ausgedehnten Hochebene, der Tschuja-Steppe, und erhält das Wasser der Quellflüsse Kysylschin und Tschaganka.
Hier liegt Kosch-Agatsch, der Hauptort der Region (Rajon Kosch-Agatsch) auf fast 2000 m Höhe. In dieser vegetationsarmen, aber noch für die Kamelzucht nutzbaren Steppe herrscht extremes Kontinentalklima. Es ist im besiedelten Teil des Altai das trockenste und im Winter kälteste (gemessene Tiefsttemperatur −62 °C).
Der weitere Talverlauf ist fast gerade in Richtung Westnordwest, was der Hauptausrichtung der regionalen Gebirgsketten entspricht. Beim Bergdorf Tschagan-Usun geht die Hochsteppe in ein steiles Tal über, dessen Hänge teilweise mit den Lärchen der sibirischen Waldzone bewachsen sind. Die Straße führt an Felswänden und tief eingeschnittenen Schluchten vorbei; wo das Flusstal zu eng wird, windet sie sich über kleinere Pässe.
Etwa 90 km flussabwärts von Kosch-Agatsch liegt Aktasch, der nächstgrößere Ort des Tales auf einer breiten Flussterrasse. Hier wechselt die nach Nowosibirsk führende M52 kurz von der Nord- auf die Südflanke des Tales und bei Tschibit wieder zurück. Nach weiteren etwa 100 Kilometern mit stark gewundenem Talverlauf mündet die Tschuja bei Inja in das markante Längstal des Katun, dessen stark gegliederte Hänge deutliche Flussterrassen aufweisen. Im Unterlauf ist das Tschujatal aber fast ebenso breit. Etwas unterhalb von Inja muss der Katun durch ein eng gewundenes Durchbruchstal, weshalb die Fernstraße auf die gegenüberliegende Seite und in ein Nebental ausweicht. Die Tschuja weist an der Mündung einen mittleren Abfluss von 42,1 m³/s auf.